# Ripa d'Orcia
Ripa d'Orcia è una località del comune italiano di Castiglione d'Orcia, nella provincia di Siena, in Toscana.

## Geografia fisica
Ripa d'Orcia sorge in posizione elevata (408 m s.l.m.) sopra le gore del fiume Orcia che scorre a sud dell'abitato, nei pressi del punto in cui vi si immette il torrente Asso. La località confina con la frazione di Bagno Vignoni del comune di San Quirico d'Orcia.
A sud del borgo di Ripa d'Orcia si estende l'area demaniale detta "del Montelaccio", facente parte del parco naturale della Val d'Orcia.
Il borgo dista 5 km dal capoluogo comunale e poco più di 60 km da Siena.

### Clima
Dati:https://www.sir.toscana.it/
La stazione meteo si trova a 506 metri s.l.m.:
| Ripa d'Orcia       | Gen | Feb  | Mar  | Apr  | Mag  | Giu  | Lug  | Ago  | Set  | Ott  | Nov  | Dic  |
| ------------------ | --- | ---- | ---- | ---- | ---- | ---- | ---- | ---- | ---- | ---- | ---- | ---- |
| T. max. media (°C) | 9,2 | 10,0 | 13,3 | 16,9 | 21,3 | 25,2 | 28,6 | 28,7 | 25,4 | 20,0 | 14,5 | 10,2 |
| T. min. media (°C) | 3,8 | 4,3  | 6,5  | 9,4  | 12,6 | 15,6 | 18,3 | 18,5 | 15,4 | 11,2 | 7,3  | 4,6  |

## Storia
Il borgo di Ripa d'Orcia fu un antico comune della Repubblica di Siena. Nel 1271 lo Stato senese deliberò che a Ripa d'Orcia risiedesse stabilmente un giusdicente minore sotto gli ordini diretti del podestà di Siena. Fu signoria dei Salimbeni e successivamente di un ramo della famiglia Piccolomini, almeno fino al 1484.
Nel 1833 il borgo di Ripa d'Orcia contava 165 abitanti. Abbandonato e spopolato nel corso del secolo seguente, nel 1990 il castello fu restaurato e destinato a fini turistico-alberghieri.

## Monumenti e luoghi d'interesse
- Chiesa di Santa Maria della Neve, ex chiesa parrocchiale del borgo.[2]
- Castello di Ripa d'Orcia, rifatto in stile eclettico agli inizi del XX secolo, è adibito a struttura ricettiva.[1][3]